# Andy Gillet
Andy Gillet (8 de julho de 1981) é um ator e modelo francês.